# Papagaio-de-asa-azul
O papagaio-de-asa-azul (Amazona gomezgarzai) é uma espécie de papagaio da América Central que vive na Península de Iucatã, no México. Foi descrito em 2017 no periódico PeerJ ;  porém, sua existência como uma espécie distinta nativa da Península de Iucatã tem sido questionada. Uma crítica publicada no periódico Zootaxa identificou inúmeras fraquezas na descrição e sugeriu que a hipótese mais plausível era de que os dois espécimes nos quais a descrição se baseava eram híbridos.

## Descrição
A espécie proposta foi descrita como tendo um comprimento corporal médio de 25 centímetros (9,8 pol) e um peso corporal de 200 gramas (7,1 oz). É caracterizada por dimorfismo sexual distinto, sendo os machos maiores que fêmeas. Dependendo do sexo, o comprimento da asa é de 170-175 milímetros ( e o comprimento da cauda é 84-90 milímetros (3.3-3.5 in). A maior parte do corpo é coberta por plumagem verde. No entanto, esses papagaios diferem em tamanho e detalhes das cores da plumagem de outros papagaios encontrados na península de Yucatán (isto é, o papagaio-de-testa-branca – Amazona albifrons e o papagaio-de-iucatã – Amazona xantholora ).
A testa e as penas ao redor dos olhos do macho são vermelhas. Nas fêmeas, as penas vermelhas ficam restritas à testa. Rémiges (primárias e secundárias) são azul e verde. As penas da cauda são verdes com pontas azuis e verdes e manchas vermelhas na parte interna. 

## Chamar
Eles produzem sons característicos, altos, agudos e repetitivos que lembram os de um falcão, um predador natural dessas aves. É possível que esse som seja usado para alertar outros pássaros. As sílabas são de 3 a 5 vezes mais longas do que as do papagaio-de-testa-branca e do papagaio-de-iucatã. 

## Comportamento
Vivem em grupos de até uma dúzia de indivíduos. Os casais e seus filhos adultos tendem a permanecer juntos como um grupo. 

## Taxonomia
Análises genéticas baseadas no DNA mitocondrial indicam grande afinidade com o papagaio-de-testa-branca e sugerem que o papagaio-de-asa-azul pode ser uma subespécie dele. Entretanto, isso pode ser devido à introgressão do DNA mitocondrial ou à pouca variação nos loci examinados. É possível que a nova espécie tenha evoluído há relativamente pouco tempo (cerca de 120.000 anos) dentro de uma das populações de papagaios-de-testa-branca. 
A espécie proposta foi relatada como descoberta em 2014 pelo veterinário e pesquisador da Universidade Autônoma de Novo Leão (UANL), Miguel Ángel Gómez Garza, durante uma de suas expedições na Península de Iucatã e foi descrita por Tony Silva e colegas.  A espécie ainda não foi reconhecida pelas principais autoridades taxonômicas, incluindo a União Internacional para a Conservação da Natureza (IUCN), a União Internacional de Ornitólogos (IOU) ou a Sociedade Ornitológica Americana (AOS).

## Controvérsia
Um dos autores, Tony Silva, foi processado em Chicago em março de 1996 por ter tentado introduzir ilegalmente centenas de aves exóticas nos Estados Unidos, vindas do México e da América Central, e, segundo consta, o colecionador original foi assessor em 2019 de Roberto Chavarria Gallegos, então diretor de Parques e Vida Selvagem de Novo Leão, que foi denunciado pela suposta aquisição ilegal de 6 flamingos para o Zoológico "La Pastora" de um suspeito comerciante fantasma de vida selvagem.